# Isac Lundeström
Ulf Isac Lundeström, född 6 november 1999 i Gällivare, är en svensk professionell ishockeyspelare som spelar för Columbus Blue Jackets i NHL.
Han har tidigare spelat för Anaheim Ducks.
12 december 2015 blev Lundeström den näst yngste spelaren att spela i SHL (efter Fredrik Möller i Rögle BK 1993), när han spelade en match för Luleå HF borta mot Frölunda HC. Då var han 16 år och 36 dagar gammal.
Hans moderklubb är Malmbergets AIF.

## Spelarkarriär

### NHL

#### Anaheim Ducks
Lundeström valdes som 23:e spelare i NHL-draften 2018 av Anaheim Ducks.
Han skrev på ett treårigt entry level-kontrakt med Ducks den 4 augusti 2018, till ett värde av 2,775 miljoner dollar.